# Biskupi Roseau
Biskupi Roseau - lista biskupów pełniących swoją posługę w diecezji Roseau.

## Biskupi diecezjalni
| L.p. | Lata rządów | Imię i nazwisko                       |
| ---- | ----------- | ------------------------------------- |
| 1.   | 1851–1855   | bp Michael Monaghan                   |
| 2.   | 1856–1858   | bp Michel-Désiré Vesque               |
| 3.   | 1858–1878   | bp René-Marie-Charles Poirier, C.I.M. |
| 4.   | 1879–1900   | bp Michael Naughten                   |
| 5.   | 1902–1921   | bp Philip Schelfhaut, C.SS.R.         |
| 6.   | 1922–1957   | bp Giacomo Moris, C.SS.R.             |
| 7.   | 1957–1993   | bp Arnold Boghaert, C.SS.R.           |
| 8.   | 1994–2001   | bp Edward Gilbert, C.SS.R.            |
| 9.   | 2002–2022   | bp Gabriel Malzaire                   |
| 10.  | od 2024     | bp Kendrick Forbes                    |

## Biskupi pomocniczy
- 1946–1954: bp Antoon Demets, C.SS.R., koadiutor, biskup tytularny Cadossia
- 1956–1957: bp Arnold Boghaert, C.SS.R., biskup tytularny Sufetula